# Лантуит Мейджър
Ла̀нтуит Мѐйджър (на английски: Llantwit Major; на уелски: Llanilltud Fawr, Ланѝлтид Ва̀ур, изговаря се по-близко до Хланѝхълтид Ва̀ур) е град в Южен Уелс, графство Вейл ъф Гламорган. Разположен е на северния бряг на залива Бристъл Чанъл на около 25 km на запад от централната част на столицата Кардиф. Има пристанище. Морски курорт. Населението му е 13 366 жители според данни от преброяването през 2001 г.

## Побратимени градове
- Льо Пулиган, Франция